# Pahtohavare
Pahtohavare är en gruva och ett lågfjäll i Kiruna kommun. I Pahtohavare, som ligger åtta kilometer sydväst om Kiruna, finns en sulfidmalmsfyndighet (med koppar och guld).

## Tidigare drift
En gruva var i drift 1989–1996. Outokumpu bröt totalt 1.7 miljon ton koppar- och guldförande malm i dagbrott och under jord. Malmen processades i Outokumpus då igångvarande anläggning vid Viscaria koppargruva tio kilometer norr om Pahtohavare.

## Undersökningar om en återupptagen drift
Det australiska gruvprospekterings- och gruvutvecklingsföretaget Hannans Limited förvärvade undersökningstillstånden i Pahtohavare från Anglo American Exploration BV och Rio Tinto Mining & Exploration Ltd 2010.
Lovisagruvan AB undersöker enligt ett avtal med Hannans ett eventuellt återupptagande av brytning av en sulfidmalmsfyndighet (med koppar och guld) i Pahtohavare, åtta kilometer söder om Kiruna.